# Aplochiton taeniatus
Aplochiton taeniatus is een  straalvinnige vissensoort uit de familie van snoekforellen (Galaxiidae). De wetenschappelijke naam van de soort is voor het eerst geldig gepubliceerd in 1842 door Jenyns.